# Джонсон, Шерил
Шерил Энн Джонсон (англ. Sheryl Ann Johnson, 9 октября 1957, Пало-Алто, Калифорния, США) — американская хоккеистка (хоккей на траве), полевой игрок. Бронзовый призёр летних Олимпийских игр 1984 года.

## Биография
Шерил Джонсон родилась 9 октября 1957 года в американском городе Пало-Алто.
В 1980 году окончила Калифорнийский университет в Беркли, играла за его команды по хоккею на траве, баскетболу и софтболу. В 1981 году получила диплом Стэнфордского университета в области образования.
Играла в хоккей на траве за «Калифорния Голден Бирз» из Беркли.
В 1979—1991 годах выступала за сборную США, провела 137 матчей.
В 1984 году вошла в состав женской сборной США по хоккею на траве на летних Олимпийских играх в Лос-Анджелесе и завоевала бронзовую медаль. Играла в поле, провела 5 матчей, мячей не забивала.
В 1987 году завоевала серебряную медаль хоккейного турнира Панамериканских игр в Индианаполисе.
В 1988 году вошла в состав женской сборной США по хоккею на траве на летних Олимпийских играх в Сеуле, занявшей 8-е место. Играла в поле, провела 5 матчей, забила 2 мяч в (по одному в ворота сборных Нидерландов и Великобритании).
В 1986 и 1987 годах признавалась лучшей хоккеисткой США.
В 1984—2002 годах работала главным тренером Стэнфорда по хоккею на траве. Восемь раз Джонсон признавали тренером года в Северо-Тихоокеанской конференции (1985, 1987, 1990—1991, 1995—1998). Была членом совета директоров Ассоциации хоккея на траве США и членом комитета хоккея высших достижений, где курировала женские команды.

## Увековечение
В 1983 году введена в Зал славы Калифорнийского университета.
В 1994 году введена в Зал славы Ассоциации хоккея на траве США.